# Lie Poo Djian
Lie Poo Djian (* 25. August 1932 in Purwokerto; † 9. August 2008 in Jakarta), auch bekannt als Poedjianto, war ein indonesischer Badmintonspieler.
Lie Poo Djian gehörte 1958 und 1961 dem indonesischen Thomas-Cup-Team an, welches in diesen Jahren diese Weltmeisterschaft für Männermannschaften zweimal gewann. Bei seiner ersten Teilnahme 1958 wurde er jedoch nur in der Vorrunde eingesetzt, für das Finale wurde er nicht nominiert. Im Finale 1961 gegen Thailand gewann er mit Tan Joe Hok ein Doppel gegen Chavalert Chumkum und Chuchart Vatanatham, verlor das andere jedoch gegen Narong Bhornchima und Raphi Kanchanaraphi. Indonesien gewann am Ende mit 6:3.